# Албанија на Европском првенству у атлетици на отвореном 2014.
Албанија је учествовала на Европском првенству у атлетици на отвореном 2014. одржаном у Цириху од 12. до 17. августа. Репрезентацију Албаније представљао је двоје спортиста (1 мушкарац и 1 жена) који су се такмичили у 3 дисциплине.
На овом првенству представници Албаније нису освојили ниједну медаљу, нити су оборили неки рекорд.

## Учесници
| Мушкарци: - Измир Смајљај — Скок удаљ | Жене: - Љуиза Гега — 1.500 м |  |

## Резултати

### Мушкарци
| Атлетичар     | Дисциплина | Лични рекорд | Квалификације | Квалификације | Полуфинале | Полуфинале | Финале               | Финале       | Детаљи         |
| Атлетичар     | Дисциплина | Лични рекорд | Резултат      | Место         | Резултат   | Место      | Резултат             | Место        | Детаљи         |
| ------------- | ---------- | ------------ | ------------- | ------------- | ---------- | ---------- | -------------------- | ------------ | -------------- |
| Измир Смајљај | Скок удаљ  | 7,78 НР      | 7,56          | 12 у гр. А    |            |            | Није се квалификовао | 22 / 29 (30) | [ мртва веза ] |

### Жене
| Атлетичарка | Дисциплина | Лични рекорд | Квалификација | Квалификација | Полуфинале | Полуфинале | Финале                | Финале  | Детаљи |
| Атлетичарка | Дисциплина | Лични рекорд | Резултат      | Место         | Резултат   | Место      | Резултат              | Место   | Детаљи |
| ----------- | ---------- | ------------ | ------------- | ------------- | ---------- | ---------- | --------------------- | ------- | ------ |
| Љуиза Гега  | 1.500 м    | 4:03,12 НР   | 4:12,25       | 9 у гр. 2     |            |            | Није се квалификовала | 13 / 25 |        |